# Carl Gottfried Wildtfanck

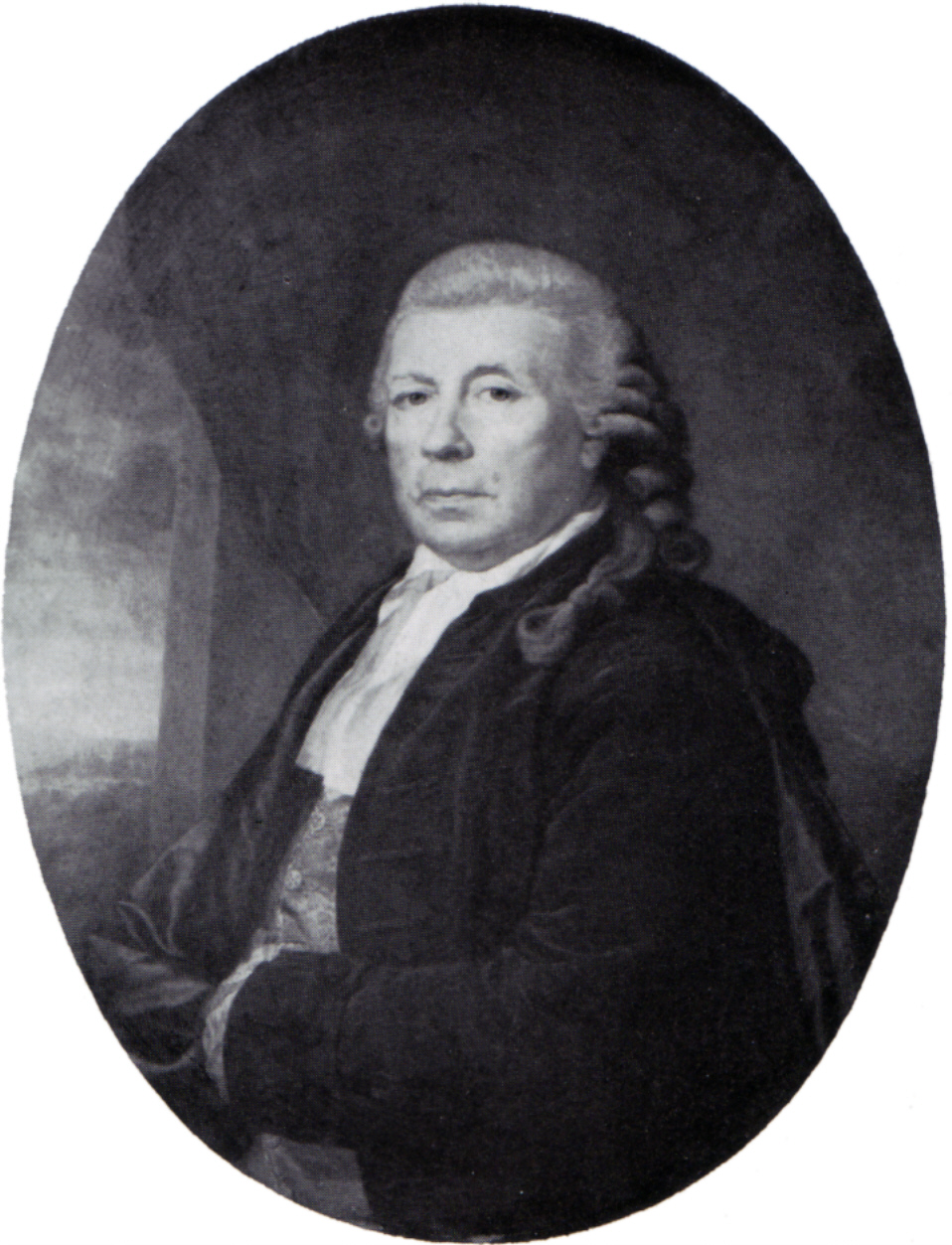
Carl Gottfried Wildtfanck, porträtiert von Friedrich Carl Gröger (1813)

Carl Gottfried Wildtfanck (* 1732 in Lübeck; † 13. Juli 1813 ebenda) war ein Lübecker Ratsherr und Kaufmann.
Wildtfanck, Fernhandelskaufmann und Angehöriger der Kompagnie der Rigafahrer, wurde 1790 in den Rat gewählt. Nach der Eingliederung der seit 1806 französisch besetzten Stadt Lübeck in das Kaiserreich Frankreich wurde er mit Auflösung des Lübecker Rats 1811 in den neugeschaffenen provisorischen Lübecker Munizipalrat berufen. Dem endgültigen Munizipalrat, der am 11. Juli 1811 bestimmt wurde, gehörte der betagte Wildtfanck nicht an.
Das Lübecker Museum Behnhaus verwahrt ein Gedächtnisbild Wildtfancks von Friedrich Carl Gröger.